# 山形ガールズ農場
山形ガールズ農場（やまがたがーるずのうじょうYamagataGāruzuNōjō、英名：Yamagata Girls Farm）は、山形県村山市を拠点に活動する日本の農業団体である。

## 解説
2014年時点で、山形ガールズ農場には20代から30代の7人のメンバーがいる。メンバーになるために農業大学などの学校を卒業する必要はないが、全員が農学部出身である。メンバーはスイカ、ほうれん草、サトイモ及び米などの5種類の品種を扱い、また、焼き菓子を作って販売している。農場は自社製品をオンラインやレストランやホテルを通じて販売している。

## 経緯
高橋菜穂子は、横浜国立大学を卒業後、農家である山形の実家に戻り、そこで彼女は日本の農業を活性化する決意をした。しかし、女性労働者を歓迎する農場が日本にはほとんどなかったので、農業労働に女性を雇用する企業として山形ガールズ農場を設立した。
2014年現在、山形ガールズファームはまだ利益を上げていないが、主な収入源として有機栽培を用いて成長させた米に焦点を当てている。

## 典拠
1. ↑  Until 2013 the farm also grew tomatoes, eggplants, and cucumbers.[1]
2. ↑  高橋菜穂子 Takahashi Nahoko

### 引用先
- Demetriou, Danielle (2014-03-20). “Women Change the Face of Japanese Farming”. Modern Farmer.  オリジナルの2014-07-24時点におけるアーカイブ。 2016年10月20日閲覧。.
- Kakuchi, Suvendrini (2013年6月26日). “Agriculture Leans on Japanese Women”.  オリジナルの2013年8月25日時点におけるアーカイブ。 2016年10月19日閲覧。
- Yoshida, Tadanori (2014年3月14日). “Yamagata Gāruzu Nōjō, Ima [Yamagata Gāruzu Farm, Now]”. The Nikkei 2016年10月20日閲覧。